# Клуша

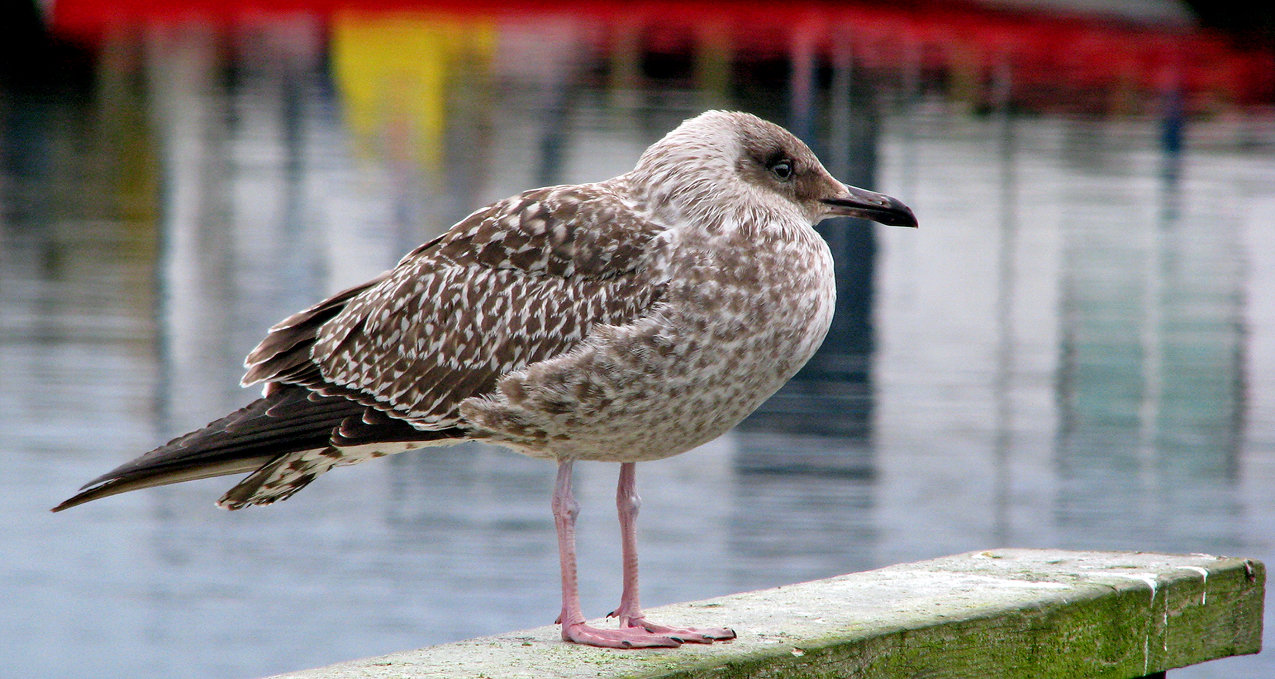
Молодая клуша

Клу́ша (лат. Larus fuscus) — крупная чайка, гнездящаяся на атлантическом побережье Европы и вдоль северного побережья России.

## Систематика
Большинство орнитологов относят клушу к так называемой «группе серебристых чаек» — нескольким видам чаек, очень близким по своим фенотипическим особенностям, таким как белый окрас головы у взрослых птиц и красное пятно на изгибе подклювья. В связи с этим некоторые издания вплоть до недавнего времени считали клушу подвидом серебристой чайки, а другие полагали, что восточная клуша (Larus heuglini) является подвидом клуши. В настоящее время систематика этой группы птиц, куда также включены восточносибирская чайка (Larus vegae), средиземноморская чайка (Larus michahellis), хохотунья (Larus cachinnans), американская серебристая чайка (Larus smithsonianus) и армянская чайка (Larus armenicus), находится в стадии пересмотра. Согласно одной теории, клуша относится к так называемым «кольцевым видам» — организмам, обладающим промежуточным статусом между видом и подвидом. Полагают, что клуша либо её предок ранее обитал в Центральной Азии, и во времена потепления в межледниковый период стал распространяться сначала на север, а затем и на восток, по пути образуя всё новые и новые формы. Каждая новая форма отличалась всё более светлым оперением верхней части тела, однако птицы из каждой последующей популяцией свободно скрещивались с предыдущей. В конце концов круг вокруг Арктики сомкнулся, однако новая популяция со старой уже не скрещивалась, хотя и имела общую генетическую связь через предыдущие популяции.
Клуша является ныне живущим переходным видом между серебристой чайкой (Larus smithsonianus) и восточной клушей  (Larus heuglini), что подтверждает аспект теории эволюции о наличии промежуточных переходных видов.

## Описание
Крупная птица семейства чайковых, её длина составляет 48—56 см, размах крыльев 117—134 см, вес около 771 г. У взрослых птиц оперение головы, шеи, низа тела и хвоста полностью белое. Верхняя часть туловища, включая мантию и первостепенные маховые, тёмно-серое или буровато-чёрное. Второе маховое с белой каёмкой на конце и белым предвершинным пятном. Клюв прямой, сжат по бокам и слегка загнут вниз на конце, ярко-жёлтый, с ярко-красным пятном на изгибе подклювья. Радужная оболочка светло-жёлтая; вокруг глаз имеется красное кожистое кольцо. Ноги жёлтые либо жёлто-оранжевые. Самцы и самки по окрасу друг от друга не отличаются.
Молодые птицы выглядят несколько иначе — светлый брачный наряд они приобретают только на четвёртый год жизни. В гнездовом наряде птицы трудноотличимы от таких же молодых серебристых и морских чаек. В этот период оперение пёстрое, состоит из чередующихся черноватых и светлых серовато-охристых пестрин, однако в сравнении с оперением серебристой и морской чаек оно более тёмное. У морской чайки, к тому же, на голове и груди имеются белые перья, которые у клуши не выражены. Клюв в гнездовом наряде полностью чёрный, а радужная оболочка коричневая. Во вторую зиму спина приобретает более монотонный шиферно-серый цвет, однако по сравнению со взрослыми птицами всё же более тусклый. Голова, шея и нижняя часть туловища заметно светлеют, но также густо покрыты тёмными пестринами. В третью зиму чайки почти приобретают взрослый вид, однако на шее и кончике хвоста всё ещё сохраняют коричневые перья.
Во взрослом наряде клуша похожа на морскую чайку, но по сравнению с ней меньшего размера, более изящная и с более длинными утончёнными крыльями. Наиболее лёгкий внешний отличительный признак — цвет ног — у клуши они ярко-жёлтые, тогда как у морской чайки розоватые или бледно-жёлтые.

## Распространение

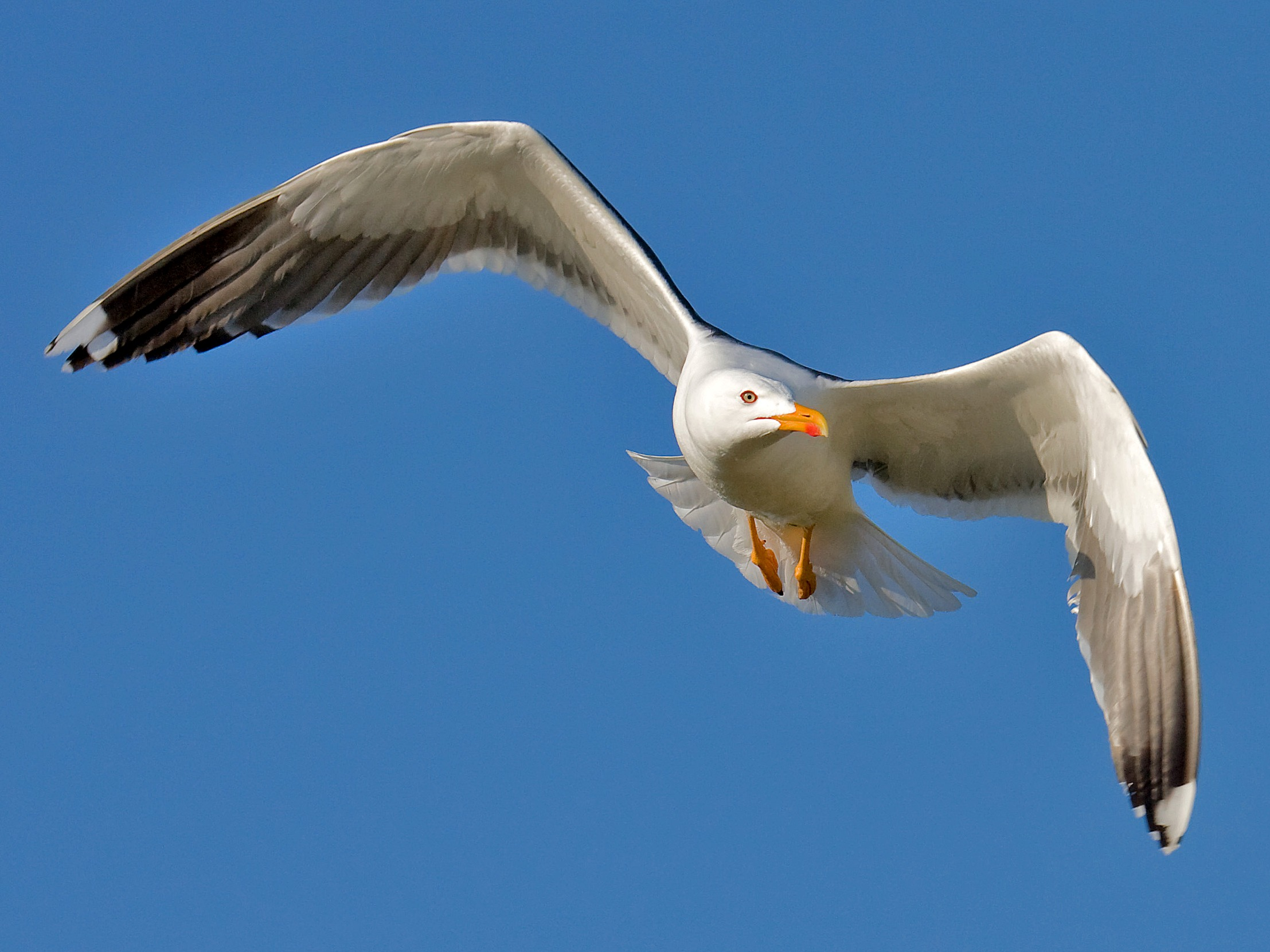
В полёте

Гнездится вдоль западного и северного побережья Европы от Пиренейского полуострова до Скандинавии, а также на российском побережье Северного Ледовитого океана западнее Таймыра. На северо-западе России встречается у берегов Балтийского и Белого морей, в том числе в Финском заливе, а также на берегах Ладожского и Онежского озёр.
На большей части ареала перелётная птица. В Северной и Восточной Европе совершает дальние перелёты до 7500 км, в отдельных случаях достигая экваториальной Африки. Часть птиц перемещается в прибрежные районы Средиземного, Чёрного, Каспийского, Красного морей и Персидского залива. Из Западной Европы и Скандинавии клуши перемещаются в юго-западном направлении — на Пиренейский полуостров, берега Северной и Западной Африки. Сибирские популяции зимуют на Ближнем Востоке, Пакистане и на западе Индии.
Известны случайные залёты на восточное побережье Северной Америки. Места обитаний связаны со скалистыми берегами морей и крупных озёр, реже вересковые пустоши в стороне от водоёмов. Предпочитает селиться на островах.

## Размножение

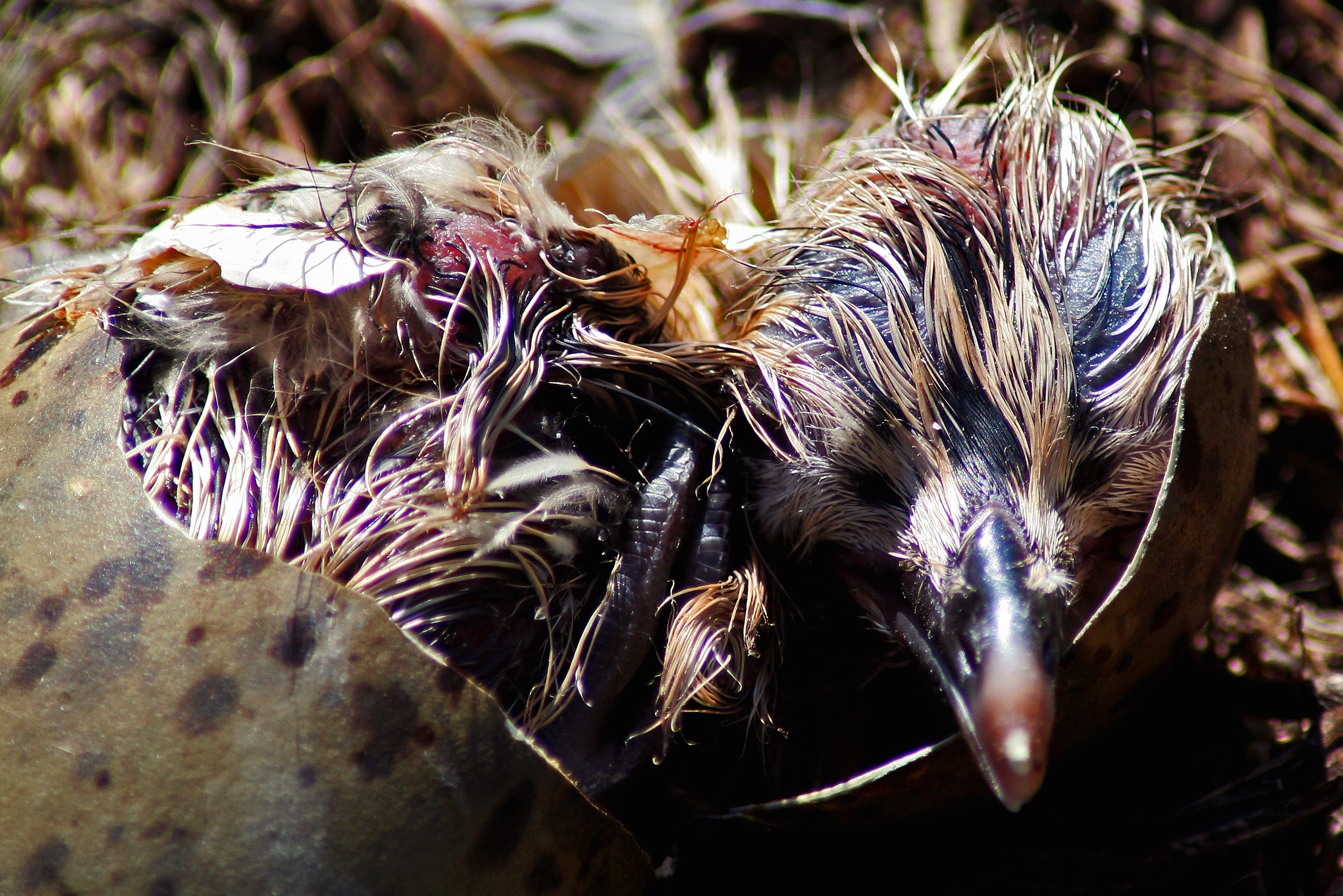
Только что вылупившийся птенец

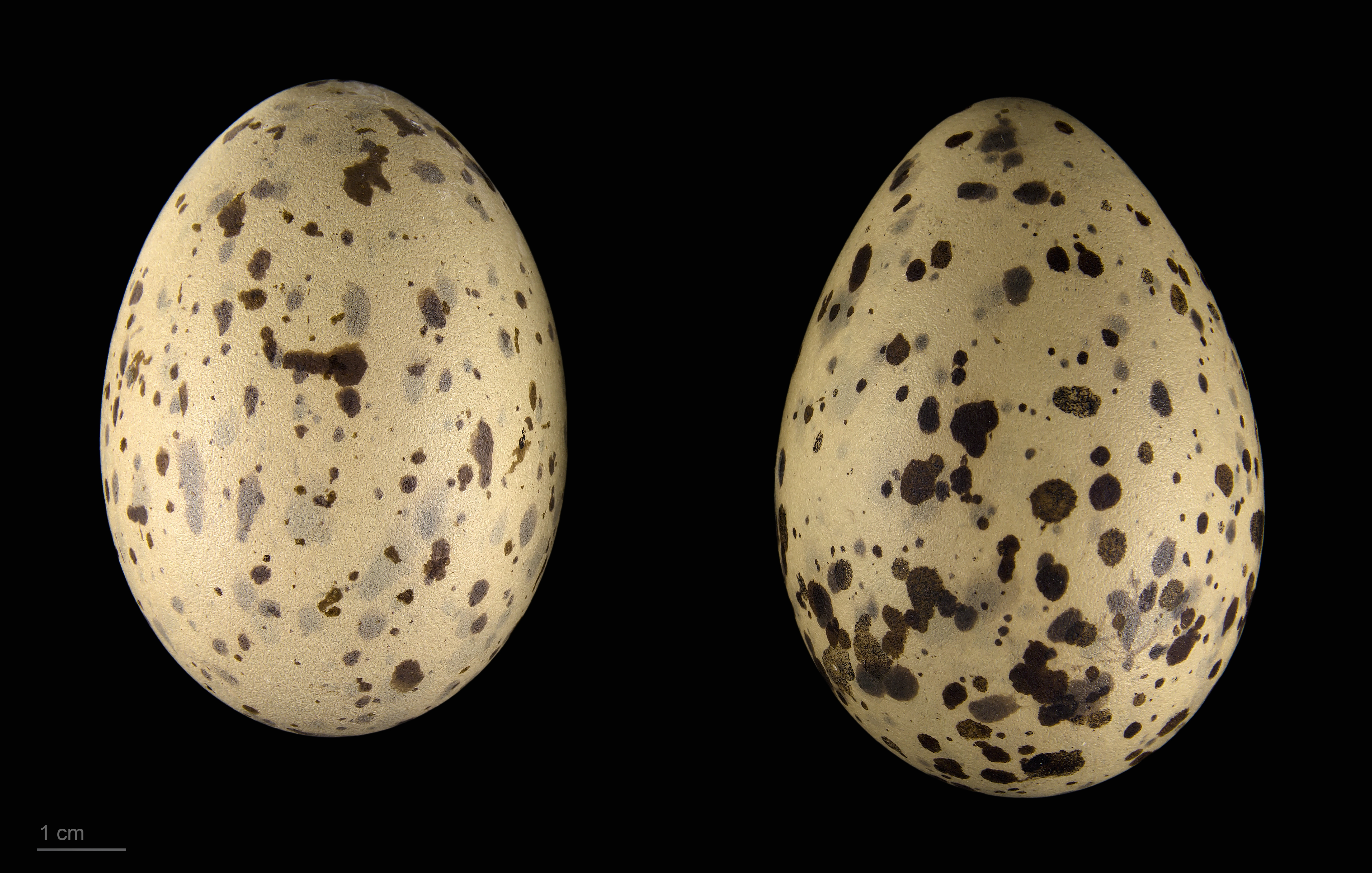
яйцо Larus fuscus graellsii - Тулузский музеум

Моногамны. Как правило, весной к местам гнездовий клуши прибывают уже сложившимися парами. Время прилёта различается у отдельных популяций — например, в районе Санкт-Петербурга птицы появляются примерно во второй половине апреля, а на Белом море в середине мая. Перед началом размножения чайки демонстративно себя ведут — издают громкие крики, запрокидывая или, наоборот, нагибая голову, изгибаются, кормят своего партнёра. В целом поведение птиц в этот период сходно с близкими им серебристыми чайками.
Гнездится парами либо небольшими колониями, включающими в себя до нескольких десятков пар. Гнездо располагается на земле, обычно на приморском лугу среди травы, реже в дюнах, на высоком скалистом берегу, в вересковой пустоши. В случае, когда в колонии не хватает места, может устроить гнездо на крыше здания. В качестве строительного материала используется мох, прошлогодняя трава, щепочки, перья и т. п. В сравнении с серебристой чайкой гнездо клуши выглядит менее массивным. Кладка состоит из 1—3 яиц тёмно-коричневого или оливкового цвета с тёмными пятнами. Инкубационный период составляет 24-27 дней, насиживают оба: самец и самка. Птенцы полувыводкового типа, при вылуплении покрыты пухом. Первые дни они находятся в гнезде либо в непосредственной близости от него. В возрасте 10 дней птенцы способны совершать продолжительные прогулки на расстояние до 30 м, а летать начинают через 30-40 дней. Половой зрелости птицы достигают через 4—5 лет.

## Питание

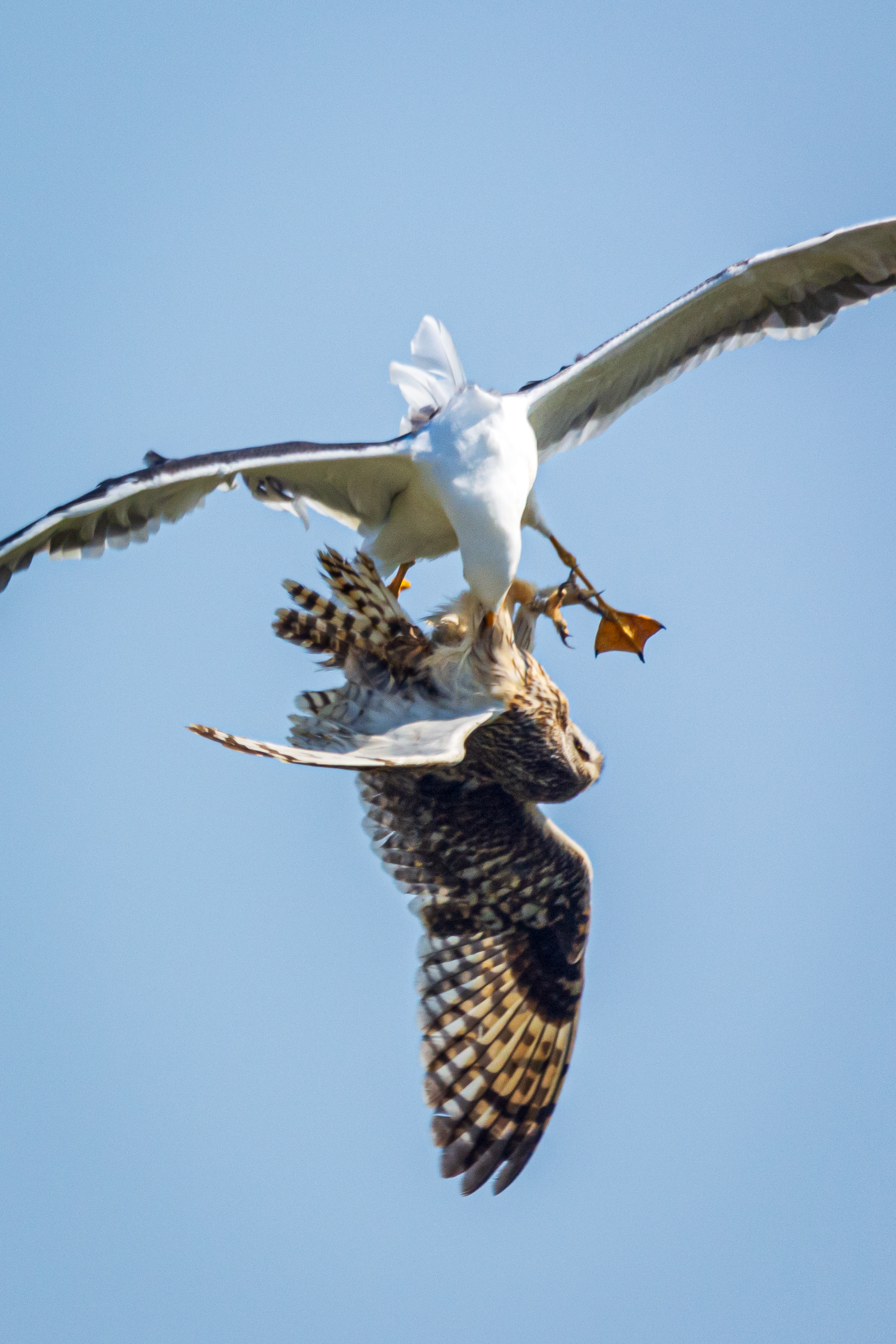
Битва клуши с болотной совой

Во время охоты на воде использует разнообразные приёмы, в том числе ныряние с поверхности либо с воздуха. На суше передвигается по земле, высматривая жертву, либо кормится на свалках и возле рыболовных траулеров, хотя и не так активно, как серебристые чайки. Кроме того, часто отнимает добычу у других птиц.
Охотится за рыбой, моллюсками, насекомыми, дождевыми червями, реже мелкими грызунами. Разоряет чужие гнёзда, питаясь яйцами и птенцами других птиц. Питается ягодами и семенами культурных растений во время сева.